# Blood Oath (Star Trek: Deep Space Nine)
"Blood Oath" és el dinovè episodi de la segona temporada de la sèrie de televisió de ciència-ficció estatunidenca Star Trek: Deep Space Nine, el 39è de tota la sèrie. Originalment es va emetre en redifusió a partir del 27 de març de 1994. L'episodi va ser dirigit per Winrich Kolbe amb un guió de Peter Allan Fields basat en material d'Andrea Moore Alton. La coreografia de l'escena de lluita final va ser creada per Dan Curry i Dennis Madalone, mentre que la banda sonora va ser creada per Dennis McCarthy.
Ambientada al segle XXIV, la sèrie segueix les aventures a Espai Profund 9, una estació espacial situada prop d'un forat de cuc estable entre els Quadrants Alfa i Gamma de la Via Làctia, prop del planeta Bajor, mentre els bajorans es recuperen d'una brutal ocupació de dècades pels imperialistes cardassians. En aquest episodi, tres guerrers klíngons llegendaris arriben a l'estació per reunir-se amb Jadzia Dax (Terry Farrell), abans d'embarcar-se en una croada de venjança.
L'episodi va presentar el retorn de John Colicos, William Campbell i Michael Ansara en els papers klíngons de Kor, Koloth i Kang, respectivament. Cadascun d'aquests actors havia interpretat anteriorment els papers en episodis de la sèrie original Star Trek. La història es basava en les pel·lícules Els set samurais i Els set magnífics, i les escenes es van filmar en exteriors a Pasadena (Califòrnia), així com en estudis de so dels Paramount Studios. L'episodi va ser vist per 8,4 milions d'espectadors i les opinions dels crítics van ser diverses.

## Argument
El cap de seguretat Odo (René Auberjonois) té una successió de problemes amb els klíngons. Primer, Quark (Armin Shimerman) es queixa d'un klíngon borratxo i ancià que monopolitza una holosuite. Odo treu l'home, Kor (John Colicos), i el porta a una cel·la de detenció. Poc després, un altre klíngon, Koloth (William Campbell), arriba per alliberar Kor, però surt furiosament quan veu com està de borratxo. Jadzia Dax (Terry Farrell) sent els seus noms i s'adona de per què han vingut, cosa que es confirma quan s'hi uneix un tercer klingon, Kang (Michael Ansara). Fa vuitanta-un anys, els tres klíngons van destruir la base de poder d'un líder pirata conegut com "L'Albí" (Bill Bolender). El pirata va respondre infectant cadascun dels seus fills primogènits amb un virus mortal. Curzon Dax, un amic íntim dels tres klíngons, era el padrí del fill assassinat de Kang, i tots quatre van fer un "jurament de sang" klíngon per trobar i matar l'Albí. Ara, Kang diu que finalment l'ha trobat.
Jadzia confia a la major Kira Nerys (Nana Visitor) que se sent obligada a complir el jurament de Curzon, però Kira l'adverteix sobre el que li farà matar algú. Kang, també, li diu a Jadzia que no està obligada pel jurament de Curzon, però insisteix a unir-se a la seva missió per poder venjar el seu fillol. Kor, tan optimista com sempre, està encantat de tenir-la amb ell. Koloth la menysprea, fins que ella li mostra les seves habilitats amb un bat'leth klíngon. Kang es nega a acceptar-la, fins que ella l'enfada qüestionant el seu honor. Abans que Jadzia pugui sol·licitar un permís d'absència, el comandant Benjamin Sisko (Avery Brooks) s'enfronta a ella a les seves estances, rebutjant la seva petició abans que pugui fer-ho. Jadzia li diu que se'n va i li suplica que no la faci desobeir una ordre directa. Ell no li dóna permís per anar-hi, però tampoc l'atura.
De camí a l'amagatall de l'Albí, els quatre planegen el seu atac. Kang suggereix un assalt frontal agressiu, al qual els klíngons accedeixen. Jadzia s'hi enfronta després i descobreix que l'Albí havia ofert a Kang una mort gloriosa a mans de quaranta dels seus millors homes. Kang, creient que les defenses de l'Albí són impenetrables, havia acceptat. Dax crea un pla alternatiu per desactivar totes les armes d'energia a la base de l'Albí, restringint-les al combat cos a cos. Kang accepta el nou pla. Es transporten a la superfície i descobreixen que l'Albí ha omplert la porta principal amb una trampa per matar Kang i els altres abans que comencés la lluita. Els quatre es mouen pel recinte i s'enfronten a l'Albí a les seves cambres. Durant la lluita, Koloth mor i Kang resulta ferit de mort. Jadzia desarma l'Albí, que es burla d'ella, dient que no pot seguir endavant. Kang mata l'Albí distret, abans de morir ell mateix. Kor i Jadzia abandonen el recinte mentre Kor canta una cançó als seus companys caiguts.

## Actors convidats
- John Colicos - Kor
- William Campbell - Koloth
- Michael Ansara - Kang
- Bill Bolender - L'albí
- Christopher Collins - Assistent

## Producció

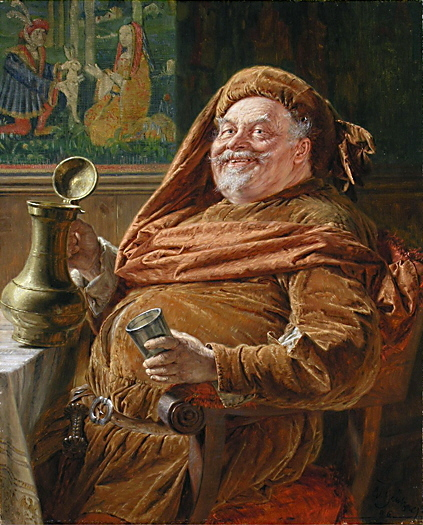
Kor es va basar en el Falstaff de William Shakespeare (pintura de 1896 a la foto)

"Blood Oath" va comptar amb el retorn de Colicos, Campbell i Ansara en papers klíngon que havien interpretat anteriorment a Star Trek: La sèrie original. La història de Peter Allan Fields originalment presentava nous personatges klíngon, però Robert Hewitt Wolfe va suggerir l'ús dels personatges de La sèrie original. Hi havia preocupació que els tres actors ja no treballessin, però l'equip de càsting de Deep Space Nine inicialment va localitzar John Colicos i Michael Ansara, però no William Campbell. Posteriorment van descobrir que estava participant en convencions de ciència-ficció de Star Trek en creuers, i es van inscriure per aparèixer-hi un cop se li acostessin. Cadascuna de les aparicions anteriors d'aquests personatges klíngon havia estat abans que s'utilitzés el maquillatge klingon del front, i per tant "Blood Oath" va ser la primera vegada que cadascun d'aquests personatges es va veure amb les crestes aplicades. Els productors van considerar si utilitzar o no l'estil de maquillatge tal com es veu a La sèrie original, però finalment van decidir no esmentar el canvi a la pantalla.
La història es titulava originalment "The Beast" i estava pensada per ser un joc de paraules amb la pel·lícula Akira Kurosawa de 1954 Els set samurais i el remake de 1960, Els set magnífics. Fields tenia la preocupació que això no es veiés reflectit al guió final, però pretenia que Koloth representés Britt de Els set magnífics, mentre que Kang estava pensat per ser el personatge de Yul Brynner, Chris. Kor, en canvi, es basava en John Falstaff, que va aparèixer en tres obres de William Shakespeare. Colicos va aparèixer com a Kor, que anteriorment havia aparegut com el primer klíngon a la franquícia Star Trek a l'episodi de la primera temporada de La sèrie original "Els salvadors, salvats". Jordan Hoffman, al lloc web oficial de Star Trek, va descriure en Kor com un "vell oncle maldestre" i en Koloth simplement com un "rondinaire". Va dir que només en Kang semblava similar a la seva personalitat original. Colicos tornaria dues vegades més com a Kor a Deep Space Nine, als episodis "The Sword of Kahless" i "Once More unto the Breach". L'episodi és un dels diversos que segueixen les accions de  Curzon Dax, l'anterior amfitrió del simbiont Dax. Un membre de l'espècie trill està normalment compost d'un amfitrió i un simbiont, i el simbiont passa a un nou amfitrió en morir l'anterior. Curzon va ser l'amfitrió immediatament abans de Jadzia.

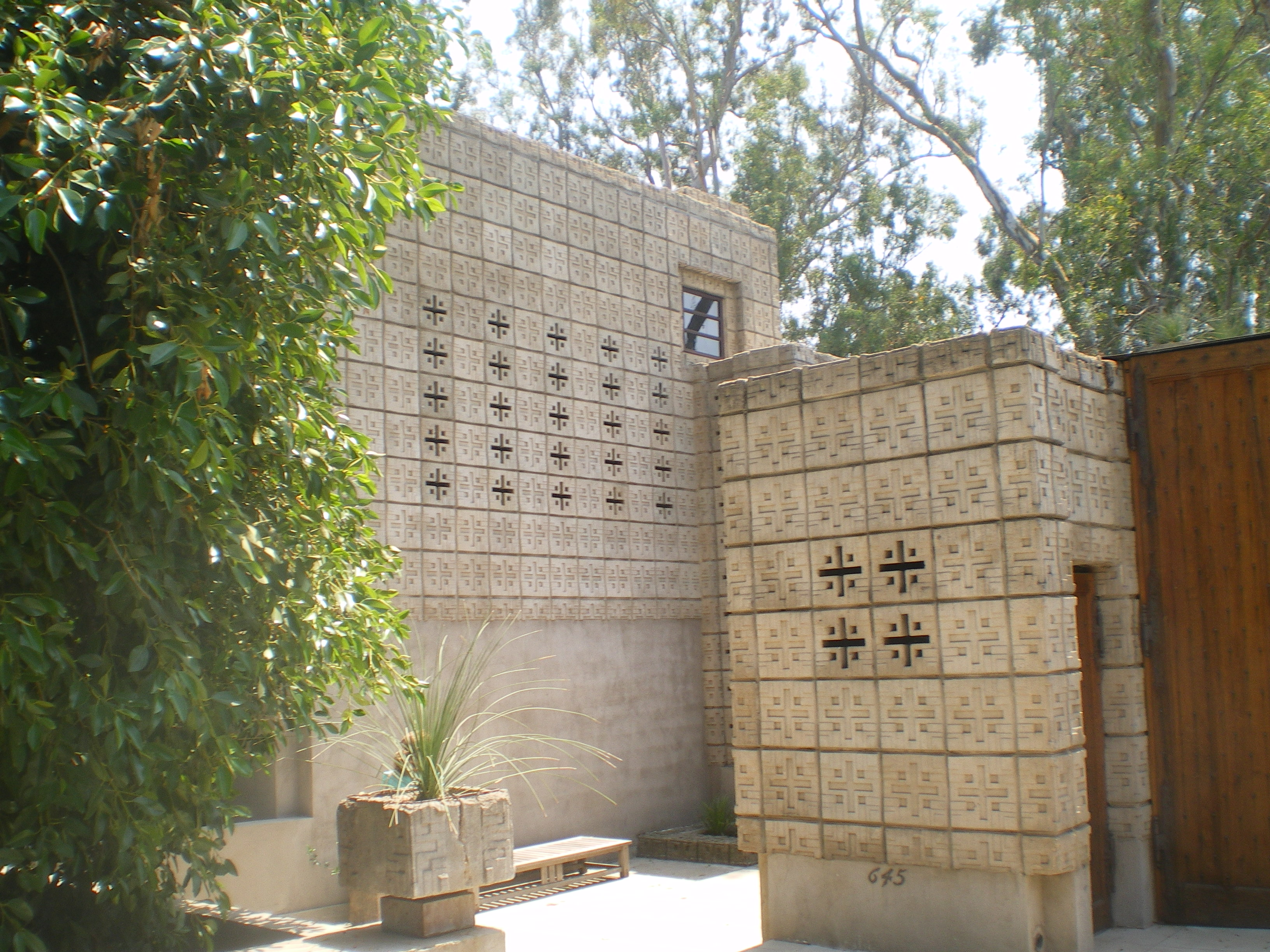
La Millard House es va utilitzar com a exterior de la fortalesa dels Albinos

Campbell va aparèixer com a Koloth a "El problema dels tribbles", tot i que també havia interpretat Trelane a "El senyor de Gothos". Hi havia hagut la intenció de presentar Koloth com a personatge recurrent dins de "La sèrie original", però no estava disponible per a la següent aparició i, per tant, es va reescriure per incloure un altre personatge. El personatge de Koloth va tornar a l'episodi de Star Trek: La sèrie animada "More Tribbles, More Troubles", però va ser interpretat per un altre actor, James Doohan. Ansara va tornar com a Kang, que havia aparegut anteriorment a l'episodi de la tercera temporada de "La sèrie original" "El dia del colom". Ansara va tornar com a Kang una vegada més a l'episodi de Star Trek: Voyager "Flashback", en què també van participar com a estrelles convidades George Takei i Grace Lee Whitney de La sèrie original, així com diversos actors de Star Trek VI: The Undiscovered Country. També tornaria a Deep Space Nine a l'episodi "The Muse", interpretant Jeyal, el marit de Lwaxana Troi, qui alhora fou interpretada per Majel Barrett que al seu torn va ser interpretat per Majel Barrett, qui no només va fer la veu per a l'ordinador a The Next Generation, Voyager i Deep Space Nine, i estava casada amb Gene Roddenberry, sinó que també havia interpretat Número U i Christine Chapel a The Original Series.. Terry Farrell va ser entrevistat durant la tercera temporada de la sèrie i va descriure "Blood Oath" com un dels millors episodis fins ara.
La Millard House a Pasadena (Califòrnia) es va utilitzar per representar l'exterior de la fortalesa dels Albinos, mentre que l'interior es va filmar a l'escenari 18 del Lot Paramount. Les escenes de lluita van ser coreografiades conjuntament per Dan Curry i Dennis Madalone, i les escenes es van filmar al llarg de dos dies. El director Winrich Kolbe va deixar la coreografia completament en mans de Curry i Madalone, però els va donar instruccions de no exagerar. Mentre filmava les escenes, Kolbe va reproduir en bucle l'òpera Götterdämmerung de Richard Wagner. Aquest tema operístic va ser reprès pel compositor Dennis McCarthy a la seva partitura per a l'episodi, qui va dir que havia abandonat tota subtilesa i va dir a l'orquestra que "interpretés les batalles com a batalles".

## Temes
Star Trek mostra sovint la mort, ja que els membres de la tripulació moren en l'exercici del seu deure. Tanmateix, "Blood Oath" aborda el tema de l'assassinat premeditat amb finalitats de venjança. Per tal de guanyar perspectiva sobre el seu dilema moral sobre si unir-se o no als tres klíngons en venjança, Dax ho discuteix amb Kira, una antiga terrorista bajorana. La seva resposta no és clara, però recorda com l'assassinat va deixar un impacte en ella que no es va poder solucionar. Tot i no dissuadir Dax, li ho diu a Sisko, que ordena a Dax que no hi vagi. Després que Dax torni, després d'haver ajudat els klingons a matar l'albí, Sisko guarda silenci en desaprovació de les seves accions, mentre Kira la mira amb simpatia.

## Recepció
"Blood Oath" es va emetre per primera vegada el 28 de març de 1994 en redifusió. Va rebre una qualificació Nielsen de 8,4 milions. Això la va situar en sisena posició a la franja horària. Això va suposar una disminució respecte a l'episodi emès la setmana anterior, ja que "Profit and Loss" va obtenir una qualificació de 8,8 milions. Va ser superior als episodis emesos durant les tres setmanes següents, que van ser tots repeticions.
IGN el va elogiar com un "episodi molt divertit" i va destacar el retorn dels personatges klíngon de la sèrie original, Koloth, Kang i Kor.
Diversos crítics van tornar a veure l'episodi després del final de la sèrie. Michelle Erica Green va revisar l'episodi el gener de 2004 per a TrekNation. No li van agradar els canvis als klíngons de l'era de "La sèrie original", i es va decebre que els fils argumentals als quals es van enfrontar els personatges en les seves aparicions anteriors, com ara el destí dels tribbles a "El problema amb els tribbles", no es resolguessin. Va pensar que l'episodi era un dels millors per situar Dax en una posició central i va ignorar qualsevol inconsistència perquè era fan dels episodis intergeneracionals. En tornar a veure l'episodi el 2012, Green va tornar a assenyalar que hi havia moltes coses que no li agradaven de l'episodi i que "simplement no està a l'altura de la glòria que aquests klíngons es mereixen." Jamahl Epsicokhan al seu lloc web Jammer's Reviews va pensar que "les caracteritzacions són impecables" i que l'escena de lluita al final de l'episodi era impressionant. Va donar a l'episodi una puntuació de tres i mig sobre quatre. Zack Handlen va tornar a veure l'episodi per a The A.V. Club el juny de 2012. Va pensar que l'episodi havia funcionat, però no era tan potent com podria haver estat i va dir "és massa formal i massa solemne per fer bullir la sang, i els aspectes més intrigants de la trama es deixen de banda a favor de mantenir les coses el més senzilles possible."
Keith DeCandido el va qualificar a "tor.com" el 2013 com un episodi excepcional de "Star Trek: Deep Space Nine". El va trobar una gran història sobre venjança, companyonia, traïció, glòria i ètica. Recuperar els tres klíngons familiars, Kang, Kor i Koloth, va ser una bona decisió, segons DeCandido, ja que va afegir més importància a la història. També va dir que els tres van ser interpretats excel·lentment. Terry Farrell també té l'oportunitat de brillar en el seu paper de Jadzia Dax, i Bill Bolender interpreta un dolent convincent. A més, DeCandido va trobar el final de l'episodi, que no té cap diàleg, extremadament reeixit.

## Mitjans domèstics
La primera versió domèstica de "Blood Oath" als Estats Units i Canadà va ser en VHS el 6 d'octubre de 1998. Més tard es va publicar en DVD com a part de la caixa de la segona temporada l'1 d'abril de 2003.
L'1 d'abril de 2003, la segona temporada de Star Trek: Deep Space Nine es va publicar en discs de vídeo DVD, amb 26 episodis en set discs.
Aquest episodi es va publicar el 2017 en DVD amb la sèrie completa box set, que tenia 176 episodis en 48 discs